# Liste der Biografien/Anderl
Liste der Biografien |
Portal Biografien |
Personensuche
# |
A |
B |
C |
D |
E |
F |
G |
H |
I |
J |
K |
L |
M |
N |
O |
P |
Q |
R |
S |
T |
U |
V |
W |
X |
Y |
Z |
?
 
Aa |
Ab |
Ac |
Ad |
Ae |
Af |
Ag |
Ah |
Ai |
Aj |
Ak |
Al |
Am |
An |
Ao |
Ap |
Aq |
Ar |
As |
At |
Au |
Av |
Aw |
Ax |
Ay |
Az
 
Ana–Anc |
And |
Ane |
Anf |
Ang |
Anh |
Ani |
Anj |
Ank |
Anl |
Anm |
Ann |
Ano |
Anp |
Anq |
Anr |
Ans |
Ant–Anz
 
Anda |
Ande |
Andh |
Andi |
Andj |
Andl |
Ando |
Andr |
Ands |
Andu |
Andy |
Andz
 
Andec |
Andel |
Andem |
Anden |
Andeo |
Ander |
Andes |
Andew |
Andex
 
Andera |
Anderb |
Andere |
Anderg |
Anderh |
Anderi |
Anderk |
Anderl |
Anderm |
Andern |
Anderr |
Anders |
Andert |
Anderw |
Anderz
Die Liste der Biografien führt alle Personen auf, die in der deutschsprachigen Wikipedia einen Artikel haben. Dieses ist eine Teilliste mit 30 Einträgen von Personen, deren Namen mit den Buchstaben „Anderl“ beginnt.

## Anderl
- Anderl, Anton (1909–1988), österreichischer Politiker (SPÖ), Landtagsabgeordneter
- Anderl, Carl (* 1873), deutscher Ingenieur, Unternehmer und Zauberkünstler
- Anderl, Christian (* 1975), österreichischer Radiomoderator
- Anderl, Herbert (* 1951), österreichischer Polizist, Generaldirektor für die öffentliche Sicherheit
- Anderl, Michael (* 1980), deutscher Kirchenmusiker, Organist, Chorleiter und Dirigent
- Anderl, Michl (* 1915), deutscher Bergsteiger und Extremkletterer
- Anderl, Reiner (* 1955), deutscher Maschinenbauingenieur
- Anderl, Renate (* 1962), österreichische Politikerin (SPÖ), Mitglied des BundesratsRenate Anderl (* 1962)

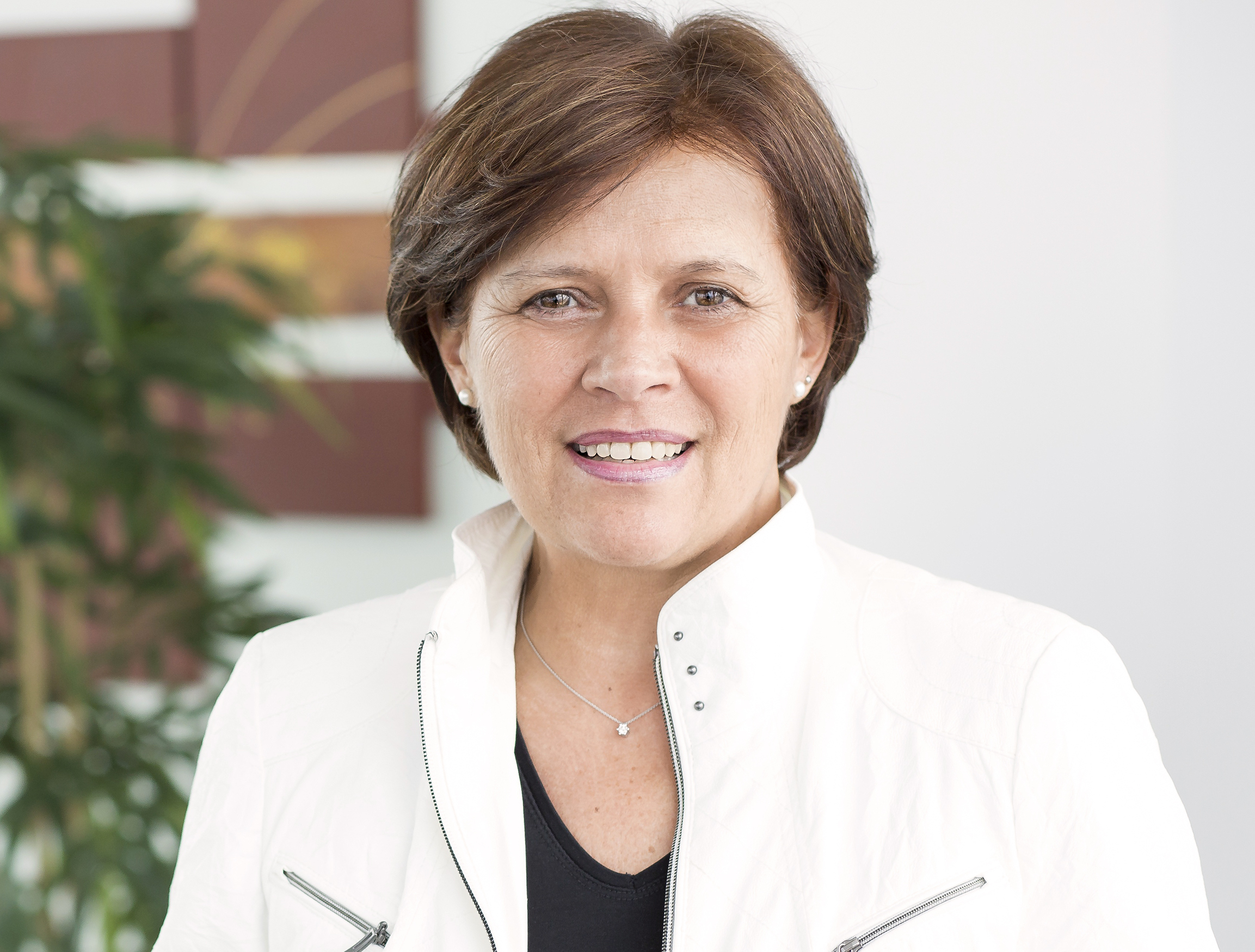
Renate Anderl (* 1962)

- Anderl, Rudolf (1904–1971), deutscher Journalist und Schriftsteller
- Anderl, Sibylle (* 1981), deutsche Astrophysikerin, Philosophin und Wissenschaftsjournalistin

### Anderla
- Anderla, Georges (1921–2005), französischer Wirtschaftswissenschaftler und Statistiker

### Anderle
- Anderle, Adolf (1868–1919), österreichischer Politiker (CSP), Landtagsabgeordneter
- Anderle, Alfred (1925–1994), deutscher Osteuropahistoriker
- Anderle, Alois (1869–1929), österreichischer Schwimmer
- Anderle, Florian (* 1990), österreichischer Fußballspieler
- Anderle, Franz (1874–1957), österreichischer Offizier und Amateurfunk-Pionier
- Anderle, Franz (1898–1944), österreichischer Straßenbahnwächter und Widerstandskämpfer gegen den Nationalsozialismus
- Anderle, Jan (1900–1982), mährisch-tschechischer Testpilot und Konstrukteur
- Anderle, Jiří (* 1936), tschechischer Maler und Grafiker
- Anderle, Patricia (* 1970), österreichische Politikerin (SPÖ)
- Anderle, Wilhelm Christian (* 1971), österreichischer Neonazi, Politiker und Publizist
- Anderledy, Anton Maria (1819–1892), General der Jesuiten

### Anderli
- Anderlik, Lore (1933–2022), deutsche Erzieherin und Montessori-Therapeutin
- Anderlik, Sabrina (* 1989), deutsche Schauspielerin
- Anderlini, Jamil (* 1977), neuseeländischer Journalist und Chefredakteur

### Anderlo
- Anderlohr, Max (1884–1961), Elektroingenieur (Medizingerätetechnik)
- Anderloni, Faustino (1766–1847), italienischer Kupferstecher
- Anderloni, Pietro (1784–1849), italienischer Kupferstecher

### Anderlu
- Anderluh, Anna (* 1988), österreichische Sängerin, Komponistin und Musikerin (Autoharp, Klavier)
- Anderluh, Anton (1896–1975), österreichischer Volksmusiksammler